# مملكة كوبا

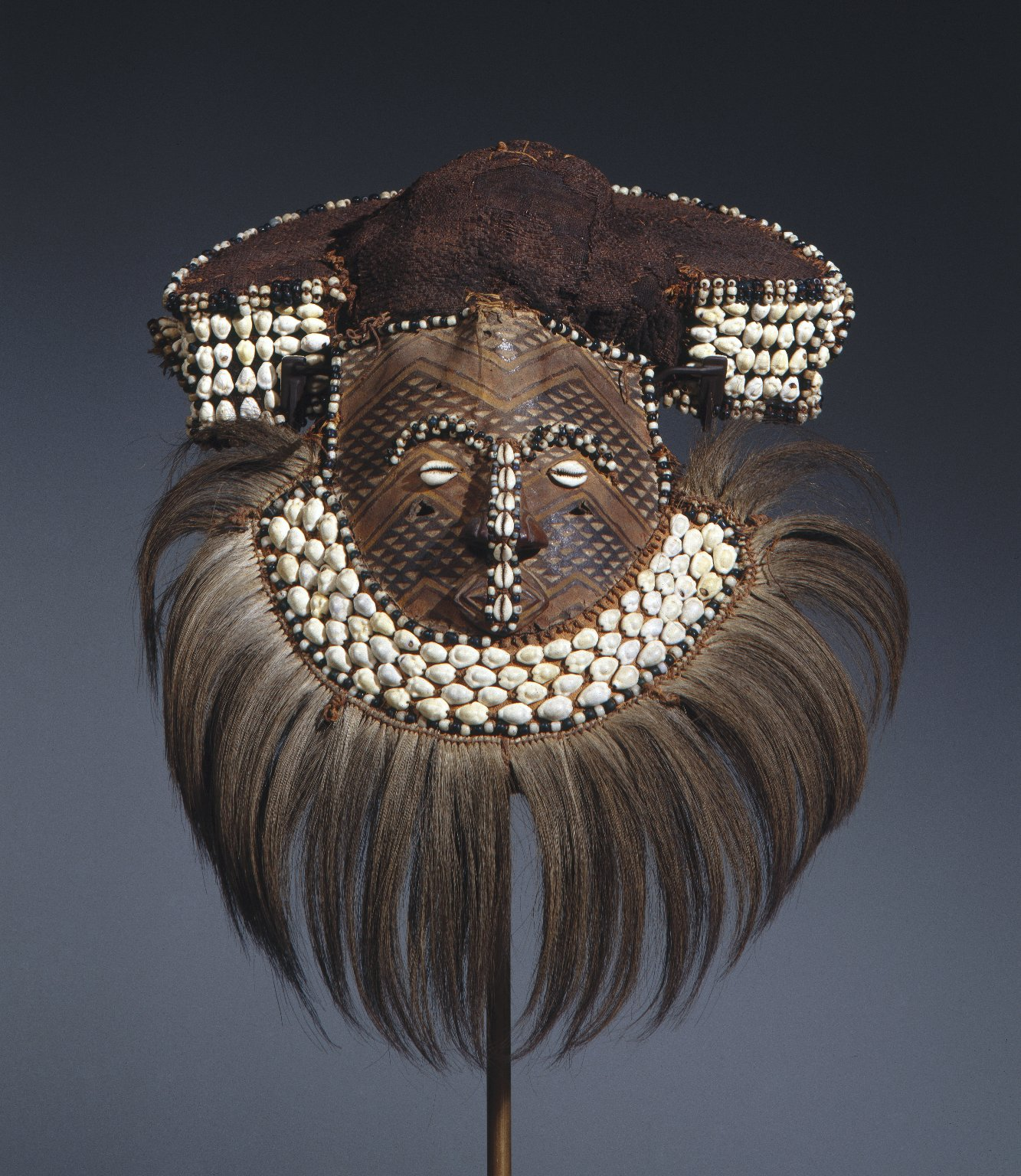
قناع مواش امبوي المعاصر ، يمثل ووت، المؤسس الأسطوري لمملكة كوبا

مملكة كوبا، المعروفة أيضاً باسم مملكة باكوبا أو بوشونغو،كانت مملكة قائمة قبل مجيء الاستعمار إلى وسط أفريقيا. ازدهرت مملكة كوبا بين القرنين السابع عشر والتاسع عشر في المنطقة التي يحدها نهري سانكورو ولولوا ونهر كاساي في الجنوب الشرقي من جمهورية الكونغو الديمقراطية المعاصرة.
كانت مملكة كوبا عبارة عن تكتل من عدة إمارات صغيرة تحدثت لغة بوشونغو وكذلك تضم كتيت وكوفا ومبينجي وقبيلة كاساي توا (إحدى قبائل الشعوب القزمة). هاجر كوبين الأصلين خلال القرن السادس عشر من الشمال. تضم المملكة 19 مجموعة عرقية مختلفة، والتي لا تزال موجودة ويرأسها الملك (نییم).